# Championnat de Suisse de hockey sur glace 1920-1921
Saison précédente Saison suivante
La saison 1920-1921 est la 12e saison du championnat de Suisse de hockey sur glace.

## Championnat national

### Qualifications Est
Elles se jouent le 23 janvier 1921, à Engelberg :
- Akademischer EHC Zürich - FC Zurich 16-0
- Akademischer EHC Zürich - SC Engelberg 4-1
- SC Engelberg - FC Zurich 14-1

| Clt   | Équipe                  | PJ | V | D | N | BP | BC | Diff | Pts |
| ----- | ----------------------- | -- | - | - | - | -- | -- | ---- | --- |
| +001, | Akademischer EHC Zürich | 2  | 2 | 0 | 0 | 20 | 1  | +19  | 4   |
| +002, | SC Engelberg            | 2  | 1 | 1 | 0 | 15 | 5  | +10  | 2   |
| +003, | FC Zurich               | 2  | 0 | 2 | 0 | 1  | 30 | -29  | 0   |

- En gras : qualifié pour la finale

### Qualification Ouest

#### Demi-finales
Elles se déroulent le 8 janvier 1921, à Château-d'Œx :
- HC Bellerive Vevey - HC La Villa Lausanne 2-1
- HC Rosey Gstaad - HC Château-d'Œx 2-1

#### Finale romande
- HC Rosey Gstaad - HC Bellerive Vevey 7-1

### Finale
Elle se dispute le 6 février 1921, à Gstaad :
- HC Rosey Gstaad - Akademischer EHC Zürich 12-6

Le HC Rosey Gstaad remporte son premier titre national.

## Championnat international suisse
Ne limitant pas le nombre de joueurs étrangers, ce championnat, joué le 6 février 1921 à Gstaad, n'est pas pris en compte pour le palmarès actuel des champions de Suisse.

### Demi-finales
- HC Rosey Gstaad - HC Saint-Moritz 6-1
- HC Bellerive Vevey - HC Château-d'Œx 3-1

### Finale
- HC Rosey Gstaad - HC Bellerive Vevey 8-1